# Ластівченко Юрій Іванович
Юрій Іванович Ластівченко (7 квітня 1887 — 28 грудня 1917) — командир полку військ Центральної Ради.

## Життєпис
Походив з Чернігівщини, з родини народного учителя. Закінчив Новозибківське реальне училище. 1 липня 1907 р. вступив до Олексіївського військового училища, однак 23 квітня 1909 р., майже напередодні випуску, з невідомих причин був відрахований з училища та відправлений рядовим до 102-го піхотного Петрозаводского полку.
Невдовзі, 1 вересня 1909 р., був прийнятий до старшого класу Санкт-Петербурзького піхотного юнкерського училища, яке закінчив 6 серпня 1910 р. Вийшов підпоручиком до 42-го піхотного Якутського полку (Кремінець).
У складі якого брав участь у Першій світовій війні. Був двічі поранений. З 1916 р. — курсовий офіцер 2-ї школи підготовки прапорщиків піхоти Південно-Західного фронту у Житомирі. Останнє звання у російській армії — штабс-капітан.
З серпня 1917 р. — командир куреня 1-го Українського козацького полку ім. Б. Хмельницького. З листопада 1917 р. — командир цього полку. Був убитий у Полтаві анархо-комуністом Дунайським.